# Nati nel 1912/Dicembre
| Questa pagina contiene informazioni ricavate automaticamente dalle voci biografiche con l'ausilio del template Bio e di un bot. L'aggiornamento è periodico e automatico e ricostruisce completamente la pagina. Se manca una persona in questa lista, sei pregato di non aggiungerla, ma accertati piuttosto che la sua voce biografica contenga il template Bio e che i dati anagrafici siano correttamente compilati. Se il template Bio manca, inseriscilo tu stesso o, in alternativa, metti l'avviso {{tmp\|Bio}} che ne segnala la mancanza. Se i dati riportati sono sbagliati, correggi direttamente la voce biografica; le modifiche saranno visibili in questa lista entro pochi giorni. Per chiarimenti vedi il progetto biografie. La lista contiene solo le 150 persone che sono citate nell'enciclopedia e per le quali è stato implementato correttamente il template Bio. Pagina aggiornata al 2 ago 2025. |

- 1º dicembre - Saverio Luigi Bandrés Jiménez, religioso spagnolo († 1936)
- 1º dicembre - Giuseppe Ferrari, magistrato e giurista italiano († 1999)
- 1º dicembre - Alfred Fitch, velocista statunitense († 1981)
- 1º dicembre - Karl Kainberger, calciatore austriaco († 1997)
- 1º dicembre - Urbano Mancini, militare e aviatore italiano († 1943)
- 1º dicembre - Umberto Milani, scultore e pittore italiano († 1969)
- 1º dicembre - Otto Semmelroth, presbitero e teologo tedesco († 1979)
- 1º dicembre - Minoru Yamasaki, architetto statunitense († 1986)
- 2 dicembre - Walter Rambaldi, calciatore italiano
- 2 dicembre - Ugo Savarese, baritono italiano († 1997)
- 2 dicembre - Harry Sukman, compositore statunitense († 1984)
- 3 dicembre - Peppe Carta, contrabbassista e direttore d'orchestra italiano († 1997)
- 3 dicembre - Freddie Crum, cestista statunitense († 1987)
- 3 dicembre - Giuseppe Rossi, presbitero italiano († 1945)
- 3 dicembre - Claude Rostand, musicologo, saggista e critico musicale francese († 1970)
- 3 dicembre - Ralf Viksten, cestista estone († 1997)
- 4 dicembre - Mario Bo, calciatore italiano († 2003)
- 4 dicembre - Pappy Boyington, militare e aviatore statunitense († 1988)
- 4 dicembre - Guglielmino Casaro, calciatore italiano († 1994)
- 4 dicembre - Willem Klein, matematico olandese († 1986)
- 4 dicembre - Kōzō Saeki, regista e sceneggiatore giapponese († 1972)
- 5 dicembre - Giovanni Becatti, archeologo e funzionario italiano († 1973)
- 5 dicembre - Keisuke Kinoshita, regista e sceneggiatore giapponese († 1998)
- 5 dicembre - Francesco Liverani, arbitro di calcio italiano († 1985)
- 6 dicembre - Frank Lewis, lottatore statunitense († 1998)
- 6 dicembre - Tauno Mäki, tiratore a segno finlandese († 1983)
- 7 dicembre - Shigeru Egami, karateka e maestro di karate giapponese († 1981)
- 7 dicembre - Giorgio Michetti, pittore, disegnatore e illustratore italiano († 2019)
- 7 dicembre - Franciszek Szymura, pugile e cestista polacco († 1985)
- 7 dicembre - Henri Thomas, scrittore, poeta e traduttore francese († 1993)
- 8 dicembre - Giovanni Calendoli, critico teatrale, saggista e politico italiano († 1995)
- 8 dicembre - Nariz, calciatore brasiliano († 1984)
- 8 dicembre - Jura Soyfer, poeta e drammaturgo austriaco († 1939)
- 9 dicembre - Michele Benente, ciclista su strada italiano († 1982)
- 9 dicembre - Kurt Ott, ciclista su strada svizzero († 2001)
- 9 dicembre - Tip O'Neill, politico statunitense († 1994)
- 9 dicembre - Bartlett Robinson, attore statunitense († 1986)
- 9 dicembre - Luigi Rossetto, allenatore di calcio e calciatore italiano
- 10 dicembre - Anthony Brooke, nobile malese († 2011)
- 10 dicembre - Leo Catozzo, montatore e sceneggiatore italiano († 1997)
- 10 dicembre - Heinrich Fichtenau, storico e diplomatista austriaco († 2000)
- 10 dicembre - Ray Nance, trombettista, violinista e cantante statunitense († 1976)
- 10 dicembre - Irving Fazola, clarinettista statunitense († 1949)
- 10 dicembre - Tetsuji Takechi, regista giapponese († 1988)
- 11 dicembre - Eugenio Curiel, partigiano e fisico italiano († 1945)
- 11 dicembre - René Demanck, cestista belga († 2003)
- 11 dicembre - Zvi Kolitz, scrittore lituano († 2002)
- 11 dicembre - Aldo Pondrano, calciatore italiano († 1993)
- 11 dicembre - Carlo Ponti, produttore cinematografico italiano († 2007)
- 11 dicembre - Ugo Terzani, calciatore italiano
- 11 dicembre - Bruno Tosarelli, partigiano italiano († 1944)
- 11 dicembre - Ilva Vaccari, archivista e scrittrice italiana († 2008)
- 12 dicembre - Henry Armstrong, pugile statunitense († 1988)
- 12 dicembre - Amilcare Baghino, calciatore italiano
- 12 dicembre - Karl Gorath, infermiere tedesco († 2003)
- 12 dicembre - Vittorio Marchesoni, botanico e biologo italiano († 1963)
- 12 dicembre - Vincenzo Marsico, allenatore di calcio e calciatore italiano († 2003)
- 13 dicembre - Jaroslav Bouček, calciatore cecoslovacco († 1987)
- 13 dicembre - Umberto Delle Fave, politico italiano († 1986)
- 13 dicembre - Luiz Gonzaga, cantante, fisarmonicista e compositore brasiliano († 1989)
- 13 dicembre - Oliviero Icardi, calciatore uruguaiano
- 13 dicembre - Lin Jaldati, partigiana e cantante olandese († 1988)
- 13 dicembre - Joseph Larichelière, militare canadese († 1940)
- 13 dicembre - Adolf Laudon, calciatore austriaco († 1984)
- 13 dicembre - Paschal Sweeney, vescovo cattolico e missionario australiano († 1981)
- 14 dicembre - Desmond Fitzpatrick, generale inglese († 2002)
- 15 dicembre - Walt Ader, pilota automobilistico statunitense († 1982)
- 15 dicembre - Ray Eames, artista, designer e regista statunitense († 1988)
- 15 dicembre - Pasquale Franco, politico italiano († 1996)
- 15 dicembre - Ettore Giannini, regista, sceneggiatore e direttore del doppiaggio italiano († 1990)
- 15 dicembre - Reuben Goodstein, matematico britannico († 1985)
- 15 dicembre - Rašid Nežmetdinov, scacchista e damista sovietico († 1974)
- 15 dicembre - Salvatore Pigem Serra, religioso spagnolo († 1936)
- 15 dicembre - Johannes Stensletten, calciatore norvegese († 1981)
- 15 dicembre - Otto Tibulski, calciatore tedesco († 1991)
- 16 dicembre - Robert Berri, attore francese († 1989)
- 16 dicembre - Charles Marquis Warren, regista, sceneggiatore e produttore cinematografico statunitense († 1990)
- 16 dicembre - Jacques Mouvet, bobbista belga
- 16 dicembre - Frederich Silaban, architetto indonesiano († 1984)
- 17 dicembre - Ernestine Jones, attrice statunitense († 1988)
- 17 dicembre - Fritz Klingenberg, militare e docente tedesco († 1945)
- 17 dicembre - Oldřich Nývlt, calciatore cecoslovacco († 1982)
- 17 dicembre - Alfonso Sorribes Teixidó, religioso spagnolo († 1936)
- 18 dicembre - Leo Bauer, politico e giornalista tedesco († 1972)
- 18 dicembre - Jean-Devaivre, regista e sceneggiatore francese († 2004)
- 18 dicembre - Walter Kitchen, hockeista su ghiaccio canadese († 1988)
- 18 dicembre - Josef Rasselnberg, calciatore tedesco († 2005)
- 18 dicembre - Dario Savio, calciatore italiano († 1998)
- 18 dicembre - Freddie Steele, pugile e attore statunitense († 1984)
- 18 dicembre - Luciano Usai, presbitero e militare italiano († 1981)
- 19 dicembre - Gerhard Schöpfel, aviatore tedesco († 2003)
- 20 dicembre - Dorothy Brookshaw, velocista canadese († 1962)
- 20 dicembre - Otello Colangeli, montatore italiano († 1998)
- 20 dicembre - Art Mollner, cestista e allenatore di pallacanestro statunitense († 1995)
- 20 dicembre - Ernest Morrison, attore statunitense († 1989)
- 20 dicembre - Achille Tarsia Incuria, avvocato, politico e dirigente sportivo italiano († 2005)
- 21 dicembre - Jeanine Garnier, cestista, altista e lunghista francese († 2005)
- 21 dicembre - Paul Meurisse, attore francese († 1979)
- 21 dicembre - Antonino Occhiuto, economista italiano († 2005)
- 21 dicembre - Carlo Stagno Villadicani d'Alcontres, politico e dirigente sportivo italiano († 1955)
- 21 dicembre - Mario Zatelli, calciatore e allenatore di calcio francese († 2004)
- 22 dicembre - Enrico Buondonno, compositore e organista italiano († 2002)
- 22 dicembre - Aleksander Illi, cestista, allenatore di pallacanestro e dirigente sportivo estone († 2000)
- 22 dicembre - Lady Bird Johnson, first lady statunitense († 2007)
- 22 dicembre - Emanuele Martínez Jarauta, religioso spagnolo († 1936)
- 23 dicembre - Josef Greindl, basso tedesco († 1993)
- 23 dicembre - Maner Lualdi, aviatore, giornalista e regista italiano († 1968)
- 23 dicembre - Pierre Skawinski, velocista francese († 2009)
- 24 dicembre - Håkon Johannessen, calciatore norvegese († 1978)
- 24 dicembre - Günther Noack, pattinatore artistico su ghiaccio tedesco († 1991)
- 24 dicembre - Natalino Otto, cantante, batterista e produttore discografico italiano († 1969)
- 25 dicembre - Dino Faragona, politico e ingegnere italiano († 2006)
- 25 dicembre - Philip Matante, politico botswano († 1979)
- 25 dicembre - Otello Nannuzzi, politico italiano († 1989)
- 25 dicembre - Aleksandar Živković, calciatore jugoslavo († 2000)
- 26 dicembre - Alessandro Ferdinando di Prussia, principe prussiano († 1985)
- 26 dicembre - Ivan Aloisio, rugbista a 15 italiano
- 26 dicembre - Zoltán Csányi, cestista, multiplista e allenatore di pallacanestro ungherese († 1993)
- 26 dicembre - Aleksandr Sergeevič Davydov, fisico sovietico († 1993)
- 26 dicembre - Guillaume Driessens, ciclista su strada e dirigente sportivo belga († 2006)
- 26 dicembre - Diego Manzocchi, aviatore italiano († 1940)
- 26 dicembre - Mario Musco, militare italiano († 1940)
- 26 dicembre - Domenico Picchinenna, arcivescovo cattolico italiano († 2004)
- 26 dicembre - Fernand Wambst, ciclista su strada e pistard francese († 1969)
- 26 dicembre - Henk de Looper, hockeista su prato olandese († 2006)
- 27 dicembre - Fedele D'Amico, musicologo, critico musicale e critico teatrale italiano († 1990)
- 27 dicembre - Lipót Kállai, calciatore ungherese († 1989)
- 27 dicembre - Conroy Maddox, pittore e scrittore inglese († 2005)
- 27 dicembre - Ambrogio Magnaghi, pittore e architetto italiano († 2001)
- 27 dicembre - Ugo Piazzi, politico e sindacalista italiano († 1995)
- 28 dicembre - Francisco Arencibia, calciatore cubano († 2004)
- 28 dicembre - Teuvo Aura, politico finlandese († 1999)
- 28 dicembre - Božidar Rašica, architetto, pittore e scenografo croato († 1992)
- 28 dicembre - Pietro Reverberi, arbitro di pallacanestro italiano († 1985)
- 28 dicembre - Ezio Rizzotti, calciatore italiano († 1943)
- 28 dicembre - Mathilde Schroyens, politica belga († 1996)
- 28 dicembre - Heinz Warnken, calciatore tedesco († 1943)
- 29 dicembre - Aleksandr Jakovlevič Bereznjak, ingegnere sovietico († 1974)
- 29 dicembre - Peggy Glanville-Hicks, compositrice e critica musicale australiana († 1990)
- 29 dicembre - Renato Mieli, giornalista italiano († 1991)
- 30 dicembre - Paša Angelina, operaia sovietica († 1959)
- 30 dicembre - Nancy Coleman, attrice statunitense († 2000)
- 30 dicembre - Martin Kargl, calciatore austriaco († 1946)
- 30 dicembre - Rosina Lawrence, attrice, cantante e ballerina statunitense († 1997)
- 30 dicembre - Piero Martina, pittore e incisore italiano († 1982)
- 30 dicembre - Theodor Penners, storico e archivista tedesco († 1994)
- 30 dicembre - Margaret Wade, cestista e allenatrice di pallacanestro statunitense († 1995)
- 31 dicembre - Giovanni Cavasin, allenatore di calcio e calciatore italiano († 1957)
- 31 dicembre - Horst Fischer, medico, militare e criminale di guerra tedesco († 1966)
- 31 dicembre - John Dutton Frost, ufficiale britannico († 1993)